# Swinhoefasan
Der Swinhoefasan (Lophura swinhoii) ist eine Hühnervogelart aus der Familie der Fasanenartigen, die auf der Insel Taiwan endemisch ist. Er kommt dort in immergrünen Laubwäldern mit dichtem Kronendach und verstreutem Unterwuchs vor. Aufgrund des langfristigen Schwindens und der zunehmenden Zergliederung der Lebensräume stellt ihn die IUCN auf die Vorwarnliste als „potenziell gefährdet“ (near threatened). Das Artepitheton ehrt den Britischen Naturforscher Robert Swinhoe.

## Beschreibung

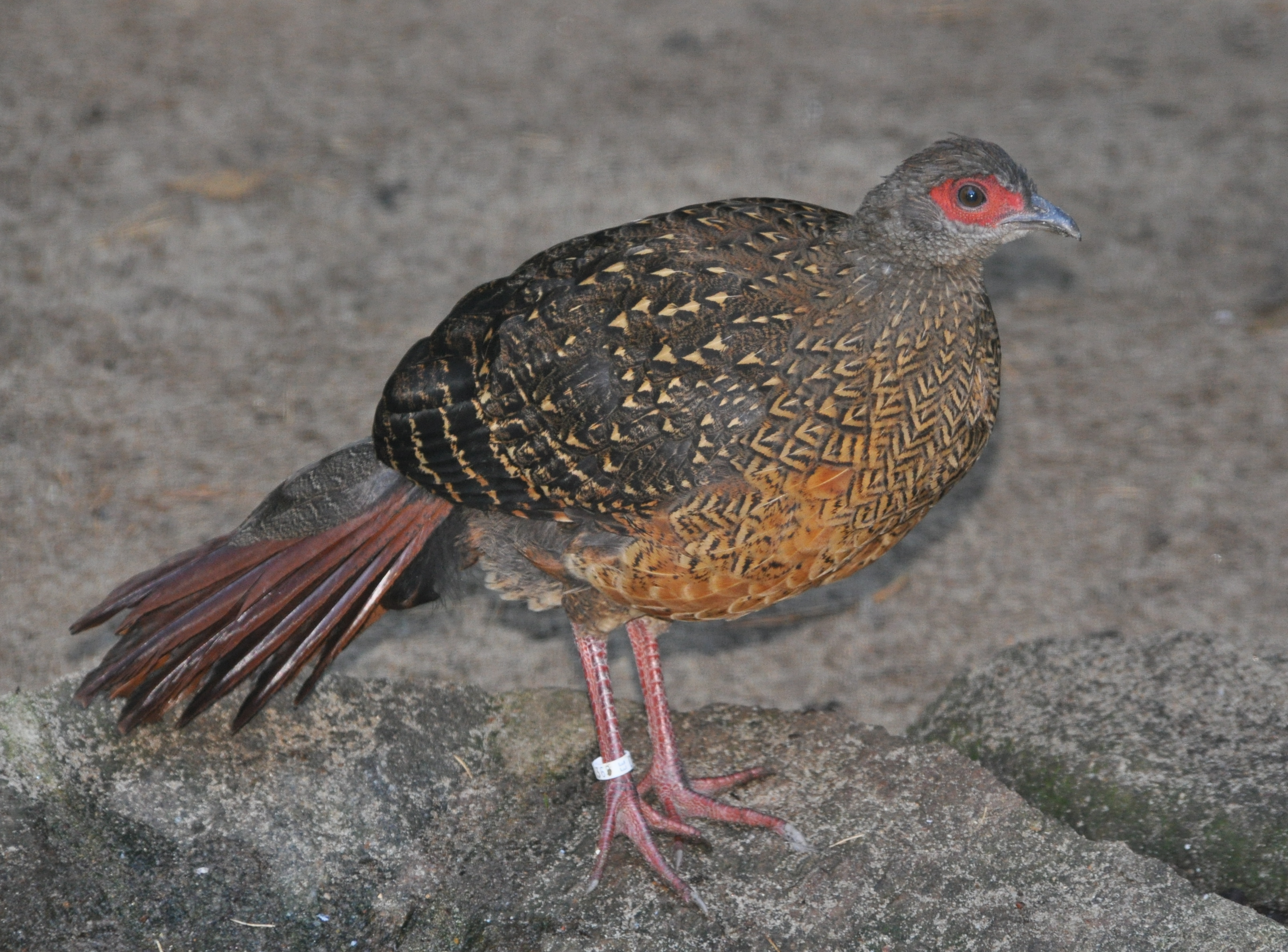
Henne des Swinhoefasans

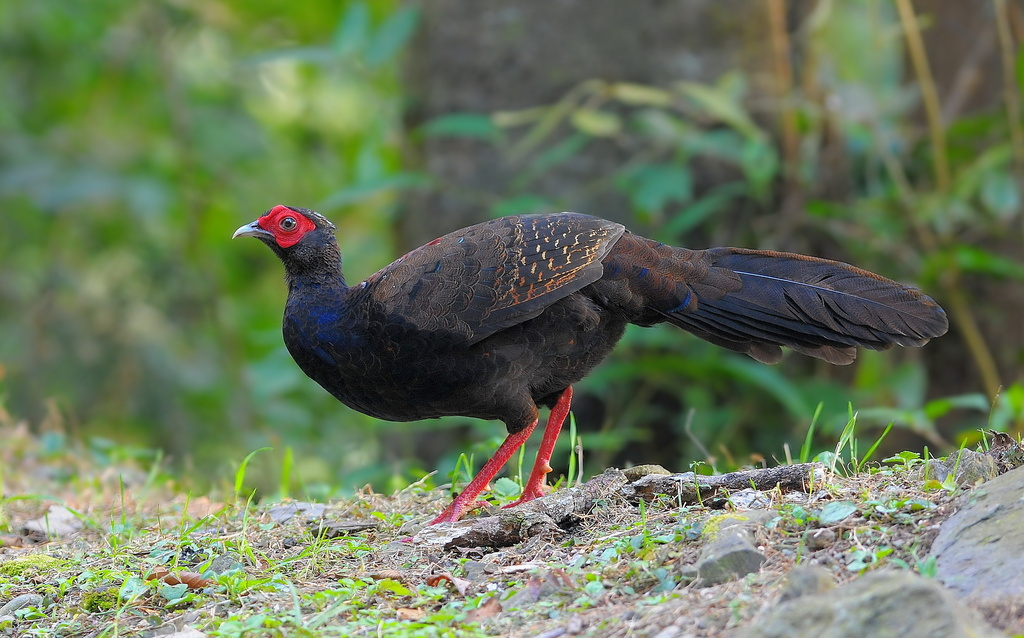
Junger Hahn des Swinhoefasans

Der Hahn erreicht ein Gewicht von 1,1 kg und eine Körperlänge von etwa 79 cm, davon entfallen auf den Schwanz zwischen 41 und 50 cm. Die Flügellänge liegt zwischen 250 und 260 mm. Die Henne ist mit etwa 50 cm Körperlänge, einer Schwanzlänge von 20–22 cm und einem Gewicht von 1–1,1 kg etwas kleiner und leichter. Die Flügellänge liegt zwischen 240 und 245 mm.
Der Hahn ist überwiegend seidig dunkelblau bis schwarzblau. Er trägt eine kurze, weiße Haube mit schwarzen Federn in der Stirnregion. Die Augenpartie ist unbefiedert und intensiv rot, zur Balz schwellen daraus Stirn- und Kehllappen hervor. Die Iris ist rotbraun und der Schnabel horngelb. Vom Nacken bis auf den vorderen Rücken erstreckt sich ein weißes Feld. Die runden Federn des unteren Rückens, des Bürzels und der Oberschwanzdecken sind schwarzblau und tragen metallisch blau glänzende Säume sowie dahinter ein samtschwarzes, nach oben gerade abschließendes Band. Die großen Flügeldecken zeigen das gleiche Schuppenmuster, hier sind aber die Säume metallisch grünblau. Die kleinen Flügeldecken glänzen wein- bis kupferrot. Die Schwingen sind dunkel graublau. Die Steuerfedern sind bis auf das weiße und überstehende mittlere Paar dunkelblau. Die Füße sind karminrot und weißlich gelb gespornt.

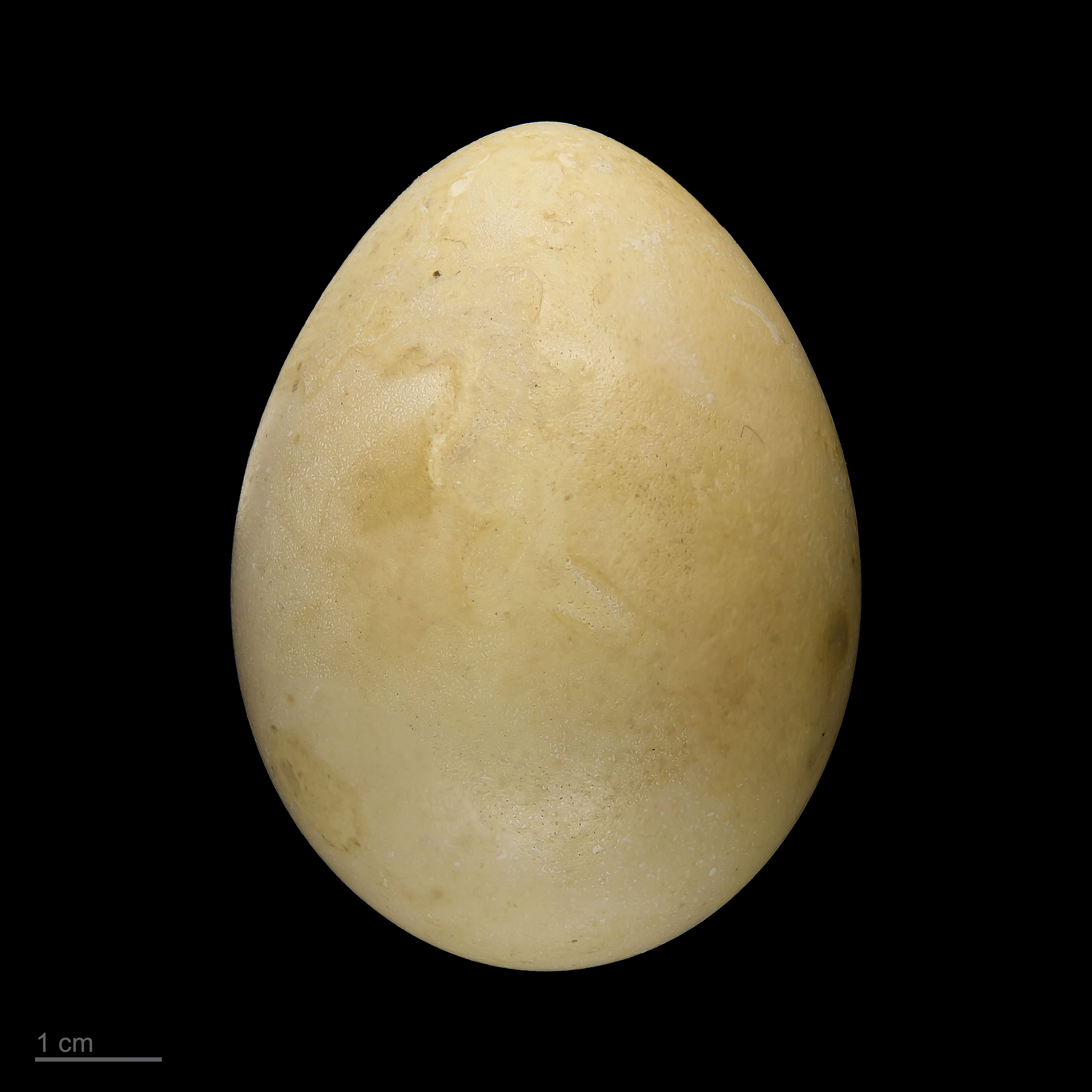
Lophura swinhoii

Der Henne fehlt eine Haube, der Scheitel ist braun, Gesicht und Hals sind graubraun. Die roten Gesichtspartien sind nicht so ausgedehnt wie beim Hahn. Die Federn des oberen Rückens, der Schultern und die Oberflügeldecken sind braun mit einer schwarzgesäumten, ockergelben V-Zeichnung. Hinterer Rücken, Bürzel und Oberschwanzdecken tragen eine feine, schwarz-braune Sprenkelung, die sich auf den mittleren Steuerfedern fortsetzt und hier von hellbraunen Querbändern unterbrochen wird. Der übrige Stoß ist lebhaft kastanienbraun. Untere Brust und Bauch sind rostbraun mit schwarzer, v-förmiger Federzeichnung, die zu den Flanken und dem Unterbauch hin verwaschen wird und dann ganz verblasst. Schnabel, Iris und Füße entsprechen denen des Hahns.
Im ersten Jahreskleid sind die dunklen Partien der jungen Hähne noch verwaschen, die weißen kastanienbraun und schwarz durchsetzt. Sie mausern im zweiten Jahr in das Adultkleid.

## Verbreitung und Bestand
Die monotypische Art besiedelt die Bergregionen des mittleren Taiwan. In den 1960er- und 1970er-Jahren gab es mancherorts Bestandsrückgänge und Arealverluste. Eine Untersuchung aus dieser Zeit ergab eine Bestandsschätzung von 5000–10.000 Vögeln. Da sich heute aber bereits der Bestand im Yushan-Nationalpark auf 6500 Individuen beläuft, ist anzunehmen, dass der Gesamtbestand die angenommenen 10.000 übersteigt. In den geschützten Gebieten scheint heute der Bestand stabil, außerhalb derselben könnte es aber auf lange Sicht weitere Rückgänge geben.

## Lebensweise
Der Swinhoefasan besiedelt primär immergrüne Laubwälder mit Eichen und Lorbeergewächsen, die verstreuten Unterwuchs aus Büschen und Farnen und ein so dichtes Kronendach aufweisen, dass nur inselartig Licht auf den Boden fällt. Das Gelände ist meist leicht hügelig und liegt zwischen 1800 und 2300 m. Seltener kommt die Art auch in natürlichem Sekundärwald, in Bambushainen und auf Maniokkulturen vor. Die Nahrung wird bevorzugt auf Waldlichtungen gesucht, wo die Vögel das Falllaub mit den Schnäbeln durchgraben. Gerne werden dabei Stellen angenommen, die schon zuvor von Waldrebhühnern vom Laub befreit wurden.